# فريدريك بول
فريدريك بول (بالإنجليزية: Frederik Pohl) (26 نوفمبر 1919، نيويورك في الولايات المتحدة - 2 سبتمبر 2013، بلاتين في الولايات المتحدة) روائي أمريكي، حاصل على جائزة هوغو لأفضل رواية عن «بوابة» في العام 1978.

## روابط خارجية
- فريدريك بول على موقع IMDb (الإنجليزية)
- فريدريك بول على موقع الموسوعة البريطانية (الإنجليزية)
- فريدريك بول على موقع إن إن دي بي (الإنجليزية)
- فريدريك بول على موقع ديسكوغز (الإنجليزية)
- فريدريك بول على موقع قاعدة بيانات الفيلم (الإنجليزية)